# 香山いちご
香山 いちご（かやま いちご、10月3日 - ）は、日本の女性声優。主にアダルトゲームに出演している。

## 人物
高校生のころまでは子供も好きなので保育士になりたいと考えており、ピアノやエレクトーンを習うなどしながら目指してきたが、あるとき雑誌で「自殺をしようとした人が、アニメやそのキャラに生きる勇気をもらった」という記事を読み、「ここまで人の心を動かせるのは凄い」と思ったことから声優になりたいと思うようになったという。それまでは保育士になりたいと公言してきたところを、突然「声優になりたい」と言い始めたことで、両親や学校の先生を驚かせたという。
『シークレットゲーム CODE:Revise』（FLAT） の荻原結衣役でデビュー。出演のきっかけは、ボイスサンプルの収録をした時に、たまたま見学にきていたメーカーのスタッフから声をかけられたことから。
本人曰く、方向音痴に機械音痴。

## 主な出演

### PCゲーム

#### 2011年
- シークレットゲーム CODE:Revise（荻原 結衣）[2]

#### 2012年
- -atled- everlas...（鹿妻 乃絵瑠）
- 優しい魔法の唱え方（綾峯 依吹）[3]
- キスベル（宮前 エリ）[4]

#### 2013年
- PriministAr -プライミニスター-
- リベリオンズ Secret Game 2nd Stage BOOSTED EDITION（荻原 結衣）[5]

#### 2014年
- キミのとなりで恋してる!（知花 涼香）[6]
- Golden Marriage（マリーカ・フォン・ヴィッテルスバッハ）[7]
- 黙示録外伝 わたしの勇者は多重神格者（ひもろぎ）[8]
- ゆめみがちーく!（香坂 茜）[9]

#### 2015年
- キミのとなりで恋してる! 〜The Respective Happiness〜（知花 涼香）[10]
- Golden Marriage -Jewel Days-（マリーカ・フォン・ヴィッテルスバッハ）[11]
- ソーサリージョーカーズ（六道 あさひ）[12]
- ハルキス（冬木 しのぶ）[13]

#### 2016年
- Amenity's Life（サーモ）[14]
- 恋と恋するユートピア（住吉 宏美）[15]
- ご主人様、メイド服を脱がさないで。（成瀬 心姫）[16]
- 空のつくりかた（オズニア・デルデレッデルデァ）[17]
- ままはは（初瀬 由美子）[18]

#### 2017年
- キミの瞳にヒットミー（旗谷 詩菜）[19]
- 桜花裁き（大滝 瀧）[20]
- はるるみなもに!
- 想いを捧げる乙女のメロディー（秋月 瑞穂）[21]
- お嬢様と憐れな（こ）執事（轟 火凛）[22]
- 初情スプリンクル
- 想いを捧げる乙女のメロディー 〜あふれる想いを調べにのせて〜（秋月 瑞穂）

#### 2018年
- 僕に抱かれ喘ぐ妻は、他の男に抱かれた話を紡ぐ（佳乃）

#### 2019年
- さくらいろ、舞うころに（麻宮 るり）

#### 2020年
- アイキス2（定本 奈央）[23]

#### 2021年
- 源平繚乱絵巻 -GIKEI- (？？？)

#### 2022年
- アイキス3 sexy（定本 奈央）

#### 2023年
- ボクが当主になるために今日からメイドとHします（シャルロット）

### コンシューマーゲーム
- キスベル（宮前 エリ）[24]
- リベリオンズ Secret Game 2nd Stage（荻原 結衣）[25]
- Amenity's Life（サーモ）
- アイキス3 cute（定本 奈央）

### 同人ゲーム
- クリスマストリックスター（鐘恵 珠姫）[26]
- なめこの教室（なめてぃ）[27]

### ソーシャルゲーム
- アートワール～魔法学園の乙女たち～（レン、ユーニ）[28]
- アイオライトリンク（イザベラ）[28]
- アイドルスクール -ULTRA ORANGE-（白石七瀬）[29]
- 絢爛乙女ガールズストライカー（ポリン・マッカート、シュピナ・マール、ラブル・ゼニカ）[29]
- ジェミニシード（テオージェ）[28]
- スク×パニ〜スクールガールズパニッシュメント〜[28]
- 天穹ノ彼方の錬星郷（比名火ユイ、黒金リサ）[28]
- 大冒険！ ゆけゆけ☆おさわりアイランド[29]
- 天頂-TEPPEN-（愛内 りあ、道野 栞）[29]
- デビルカーニバル[28]
- 天衣創聖ストライクガーズ（ポリン・マッカート、シュピナ・マール、ラブル・ゼニカ）[29]
- TOKYO EXE GIRLS（渋谷なみ、都庁志保、他）[29]
- ドキドキ病んでミック（仁科香澄、結城愛萌理、双蓮ミーナ）[28]
- ドラゴンタクティクスメモリーズR[28]
- Noah's Gate（アナスタシア、コリー、マリン）[28]
- パズル&ドールズ[28]
- ふるーつふるきゅーと！（魔女イターム、魔女カラス）[28]
- ブレイヴガールレイヴンズ（ラノセス、ガレム）[28]
- ペロペロ催眠[28]
- ようこそ!恋ヶ崎女学園へ[28]

### CD
- いちゃらぶ×あねいも すい〜とぷでぃんぐ3（柊子）[30]
- サウンドドラマ 魔女が棲む霧の学園。1 - 3（中井茜、刑事B、謎の声、女刑事）
- そよぎと六花のRadio de ALcot de CD vol.03（第34回アーカイブゲスト）
- ぱこぷろのうたvol.1

### 音声作品
- 癒やし処朝倉屋 鈴音（鈴音）
- 癒やし処朝倉屋 鈴音弐（鈴音）
- お姉さんとの共依存生活(孝依 恵)

### 歌
- なめこの歌
  - 歌：1年なめこ組（羽海野サチ＆香山いちご＆まな。）